# ODROID
ODROID (open + android) és una família d'ordinador monoplaca o SBC (acrònim en anglès de Single-Board Computer) de baix cost, de la mida d'una targeta de crèdit i maquinari parcialment obert desenvolupat a Corea del Sud per l'empresa Hardkernel Co., Ltd. Els circuits ODROID poden executar sistemes operatius Android i també Linux.

## Sistemes operatius disponibles
A data d'octubre del 2017 :
| Nom        | Aplicació més comú | Kernel  | Interfície gràfica | ODROID C2 | ODROID XU4 | ODROID U2 | ODROID U3 |
| ---------- | ------------------ | ------- | ------------------ | --------- | ---------- | --------- | --------- |
| Ubuntu     | PC/Servidor        | Linux   | GNU/Debian         | Sí        | Sí         | ?         | ?         |
| Armbian    | PC/Servidor        | Linux   | GNU/Debian         | Sí        | Sí         | ?         | ?         |
| Kali Linux | Demostració        | Linux   | GNU/Debian         | Sí        | Sí         | ?         | ?         |
| Volumio    | Servidor d'àudio   | Linux   | GNU/Debian         | Sí        | No         | ?         | ?         |
| Retropie   | Jocs               | Linux   | GNU/Debian         | Sí        | No         | ?         | ?         |
| Happi      | Jocs               | Linux   | GNU/Debian         | No        | No         | ?         | ?         |
| Android    | Mòbil/HTPC         | Linux   | Android            | Sí        | Sí         | ?         | ?         |
| LibreELEC  | HTPC               | Linux   | Kodi               | Sí        | No         | ?         | ?         |
| Arch Linux | PC/Servidor        | Linux   | GNU/Arch           | Sí        | Sí         | ?         | ?         |
| Rune Audio | Servidor d'àudio   | Linux   | GNU/Arch           | No        | No         | ?         | ?         |
| Lakka      | Jocs               | Linux   | GNU/Arch           | Sí        | Sí         | ?         | ?         |
| Fedora     | PC/Servidor        | Linux   | GNU/Fedora         | No        | No         | ?         | ?         |
| Void Linux | PC/Servidor        | Linux   | GNU                | Yes       | No         | Sí        | Sí        |
| NetBSD     | PC/Servidor        | BSD     | BSD                | No        | No         | ?         | ?         |
| Genode     | Demos OS           | base-hw | Genode             | No        | No         | ?         | ?         |

## Especificacions tècniques
| Name                                       | Imatge          | Any  | CPU | GPU                                                                | RAM                                                                 | Emmagatzematge                                | USB                                                         | Sortida Video                                                                        | Entrada Audio | Sortida Audio      | Xarxa                      | Perifèrics                                                                | Alimen- tació                                    | mida PCB        | Sistema Operatiu                                                            |
| ------------------------------------------ | --------------- | ---- | --- | ------------------------------------------------------------------ | ------------------------------------------------------------------- | --------------------------------------------- | ----------------------------------------------------------- | ------------------------------------------------------------------------------------ | ------------- | ------------------ | -------------------------- | ------------------------------------------------------------------------- | ------------------------------------------------ | --------------- | --------------------------------------------------------------------------- |
| ODROID                                     |                 | 2009 | Samsung S5PC100833 MHz, Cortex-A8                                                                            |                                                                    | 512 MB DDR2                                                         | 2 GB microSD, 8 GB SDHC                       | USB, battery charging, serial port for system monitoring    | standard type-C HDTV                                                                 |               |                    | Marvell 8686 & CSR BC4-ROM | sensor d'acceleration de 3 eixos                                          |                                                  |                 | Android v5.1                                                                |
| ODROID-U2                                  |                 | 2012 | 1.7 GHz Exynos 4412                                                                                          | Mali-400 MP4quad-core 440 MHz                                      | 2 GB DDR2                                                           | microSDcard slot, eMMCmodule socket           | 2 × USB A Host, 1 × ADB/Mass storage (micro USB)            | Micro HDMIconnector                                                                  |               | 3.5 mm jack i HDMI | 10/100 Ethernet(8P8C)      |                                                                           | 5 V 2 A DC input (2.5 x 0.8 mm barrel connector) | 48 × 52 mm      | Android, Ubuntu, Arch Linux                                                 |
| ODROID-X2                                  | Odroid-X2 Board | 2012 | 1.7 GHz Exynos 4412                                                                                          | Mali-400 MP4quad-core 440 MHz                                      | 2 GB DDR2                                                           | SD cardslot, eMMCmodule socket                | 6 × USB A Host, 1 × ADB/Mass storage (Micro USB)            | Micro HDMIconnector, RGB 24-bit LCD interface port                                   | Mic           | 3.5 mm jack i HDMI | 10/100 Ethernet(8P8C)      | ports d'expansió per GPIO, UART, I²C, SPIbus, ADC i LCD                   | 5 V 2 A DC input (2.5 x 0.8 mm barrel connector) | 90 × 94 mm      | Android, Ubuntu                                                             |
| ODROID-U3                                  |                 | 2014 | 1.7 GHz Exynos 4412 Prime                                                                                    | Mali-400 MP4quad-core 533 MHz                                      | 2 GB LPDDR2 PoP (Package on Package)                                | microSDcard slot, eMMCmodule socket           | 3 × USB 2.0 A Host 1 x USB 2.0 ADB/Mass Storage (Micro USB) | Micro HDMIconnector                                                                  |               | 3.5 mm jack i HDMI | 10/100 Ethernet(8P8C)      | ports d'expansió per GPIO, UART, I²C, SPIbus, PWM ADC i LCD               | 5 V 2 A DC input (2.5 x 0.8 mm barrel connector) | 83 × 48 mm      | Android, Ubuntu, Arch Linux                                                 |
| ODROID-XU                                  |                 | 2013 | Exynos 5410 Octa big.LITTLE ARM Cortex-A15 @ 1.6 GHz quad-core and ARM Cortex-A7 @ 1.2 GHz quad-core CPUs    | PowerVRSGX544MP3 (OpenGL ES 2.0, OpenGL ES 1.1, and OpenCL 1.1 EP) | 2 GB LPDDR3 PoP (Package on Package)                                | microSDcard slot, eMMC 4.5 module socket      | 4 × USB 2.0 A Host 1 x USB 3.0 Host, 1 x USB 3.0 OTG        | Micro HDMIconnector 1.4a output Type-D, MIPI DSI and touchscreen I²C ports           |               | 3.5 mm jack i HDMI | 10/100 Ethernet(8P8C)      | ports d'expansió per GPIO, UART, I²C, SPIbus, PWM ADC i LCD               | 5 V 4 A DC input (5.5 x 2.1 mm barrel connector) | 94 × 70 × 18 mm | Android, Ubuntu                                                             |
| ODROID-XU3/XU3-Lite                        |                 | 2014 | Exynos 5422 Octa big.LITTLE ARM Cortex-A15 @ 2.0 GHz (Lite @ 1.8 GHz) quad-core and Cortex-A7 quad-core CPUs | Mali-T628 MP6(OpenGL ES3.0/2.0/1.1 and OpenCL 1.1 Full profile)    | 2 GB LPDDR3 RAM at 933 MHz (14.9 GB/s memory bandwidth) PoP stacked | microSDcard slot, eMMC5.0 HS400 Flash Storage | 4 × USB 2.0 A Host 1 x USB 3.0 Host, 1 x USB 3.0 OTG        | Micro HDMIconnector 1.4a output Type-D, Integrated power consumption monitoring tool |               | 3.5 mm jack i HDMI | 10/100 Ethernet(8P8C)      | ports d'expansió per GPIO, UART, I²C, SPIbus, PWM ADC i LCD               | 5 V 4 A DC input (5.5 x 2.1 mm barrel connector) | 94 × 70 × 18 mm | Android, Ubuntu                                                             |
| ODROID-W (descontinuat)(W per PC portable) |                 | 2014 | Broadcom BCM2835 ARM11 @ 700 MHz                                                                             | Broadcom VideoCore IV                                              | 512 MB DDR2 SDRAM                                                   | microSDcard slot, eMMCmodule socket           | 1 x USB 2.0 Host                                            | Micro HDMIconnector 1.4a output Type-D                                               |               |                    |                            | ports d'expansió per GPIO, MIPIinput for camera, PWMADC i real-time clock | 5 V input from Micro-USB socket                  | 60 x 36 mm      |                                                                             |
| ODROID-C1                                  |                 | 2014 | Amlogic S805, 4× Cortex-A5 @ 1.5 GHz                                                                         | Mali-450 MP2                                                       | 1 GB DDR3 SDRAM                                                     | microSDcard slot, eMMCmodule socket           | 4× USB 2.0 Host, 1× USB 2.0 OTG                             | Micro HDMIconnector Type-D                                                           | —             | —                  | 10/100/1000 Ethernet(8P8C) | ports d'expansió per console UART, IR receiver, GPIO, I²C, SPI, ADC       | 5 V 2 A DC input (2.5 x 0.8 mm barrel connector) | 85 × 56 mm      | Linux, Android                                                              |
| ODROID-C1+                                 |                 | 2015 | Amlogic S805, 4× Cortex-A5 @ 1.5 GHz                                                                         | Mali-450 MP2                                                       | 1 GB DDR3 SDRAM                                                     | microSDcard slot, eMMCmodule socket           | 4× USB 2.0 Host, 1× USB 2.0 OTG                             | standard HDMIconnector Type-A                                                        | —             | —                  | 10/100/1000 Ethernet(8P8C) | ports d'expansió per console UART, IR receiver, GPIO, I²C, SPI, ADC       | 5 V input from Micro-USB socket                  | 85 × 56 mm      | Linux, Android                                                              |
| ODROID-XU4                                 |                 | 2015 | Exynos 5422 Octa big.LITTLE ARM Cortex-A15 @ 2.0 GHz quad-core i Cortex-A7 quad-core CPUs                    | Mali-T628 MP6(OpenGL ES3.0/2.0/1.1 and OpenCL 1.1 Full profile)    | 2 GB LPDDR3 RAM a 933 MHz (14.9 GB/s memory bandwidth) PoP stacked  | microSDcard slot, eMMC5.0 HS400 Flash Storage | 1 × USB 2.0 A Host 2 x USB 3.0 Host                         | HDMIconnector 1.4a output Type-A                                                     |               | HDMI               | 10/100/1000 Ethernet(8P8C) | expansion ports for GPIO, UART, I²C, I²S, SPI bus, PWM ADC                | 5 V 4 A DC input (5.5 x 2.1 mm barrel connector) | 83 x 59 x 18 mm | Linux (Ubuntu, Kali Linux), Android                                         |
| ODROID-C2                                  |                 | 2016 | Amlogic S905, Cortex-A53 (ARMv8 64bit) quad-core @ 1.5 GHz                                                   | Mali-450 MP3 (3 Pixel +2 Vertex Shader) triple-core                | 2 GB DDR3 SDRAM a 912 MHz                                           | microSDcard slot, eMMCmodule socket           | 4× USB 2.0 Host                                             | Type-A HDMI 2.0 4K/60 Hz                                                             | —             | HDMI               | 10/100/1000 Ethernet(8P8C) | ports d'expansió per consola UART, IR receiver, 40× GPIO, I²C, ADC        | 5 V 2 A DC input (2.5 x 0.8 mm barrel connector) | 85 × 56 mm      | Linux: (UbuntuArch Linux), Android—Directboot Linux, Kodi, etc. with dietpi |
| Nome                                       | Imatge          | Any  | CPU | GPU                                                                | RAM                                                                 | Emmagatzematge                                | USB                                                         | Sortida Video                                                                        | Entrada Audio | Sortida Audio      | Xarxa                      | Perifèrics                                                                | Alimen- tació                                    | mida PCB        | Sistema Operatiu                                                            |